# Mokka-Milch-Eisbar „Kosmos“

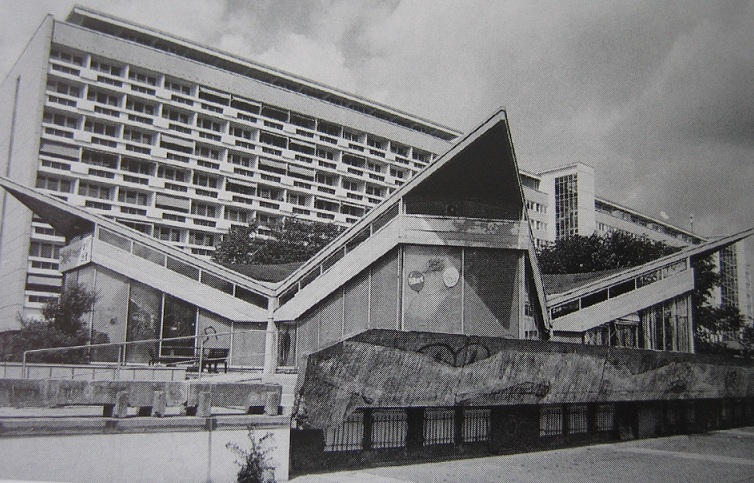
Kosmos-Eisbar

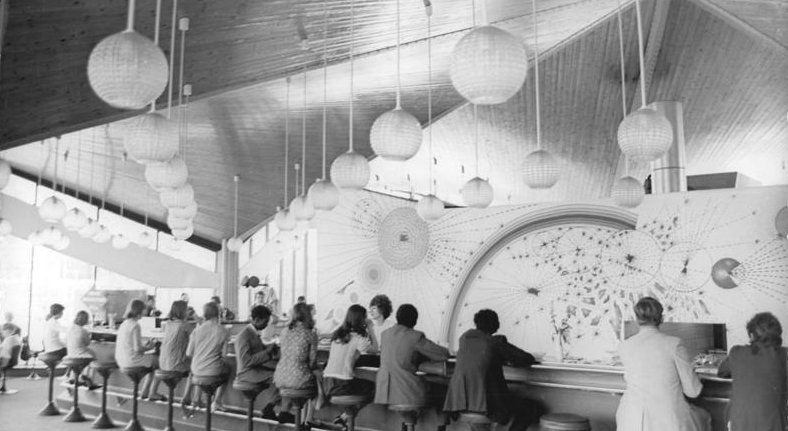
Theke der Kosmos-Eisbar (1972)

Die Mokka-Milch-Eisbar „Kosmos“, umgangssprachlich auch Sternchen genannt, war ein Eiscafé in der Stadt Cottbus in Brandenburg. Das markante sternförmige Gebäude wurde 2007 nach langem Leerstand im Zuge des Baus des Einkaufszentrums Blechen Carré gegen den Willen eines Großteils der Bevölkerung abgerissen. Die Eisbar stand zuletzt als Teil des Bauensembles „Stadtpromenade“ unter Denkmalschutz.

## Geschichte und Architektur
Die Kosmos-Eisbar wurde 1969 nach einem Entwurf der Architekten Jörg Streitparth, Gerd Wessel und Günter Pöschel gebaut und am 7. Oktober 1969 im Zuge des zwanzigjährigen Bestehens der DDR eröffnet. Das Gebäude war eine hyperbolische Paraboloidschalenkonstruktion aus Holzbrettern über einem sechszackigen Baukörper aus Glas. Im Innenraum enthielt die Bar ein Wandbild mit Themen zur Erforschung des Weltalls. Dieses Thema war ein grundlegendes Gestaltungselement, das sich auch im Grundriss und im Namen der Bar widerspiegelte. An der Decke wurden Kugellampen zur Erzeugung eines „Sternenhimmels“ angebracht.
Zu DDR-Zeiten war die Eisbar ein beliebter Treffpunkt der Cottbuser Bevölkerung. In dem Café fanden auch Shows und Tanzveranstaltungen statt. 1972 wurden Szenen des DEFA-Films Die sieben Affären der Donna Juanita in der Bar gedreht. Nach der Wiedervereinigung 1990 wurde die ehemalige Eisbar kurzzeitig als Spielhalle genutzt und stand danach rund ein Jahrzehnt leer. Bereits durch die Umnutzung ging die ursprüngliche Ausstattung verloren. Mit dem Beginn der Planungen zum Bau des Einkaufszentrum Blechen Carré genehmigte das Ministerium für Wissenschaft, Forschung und Kultur des Landes Brandenburg den Abriss der Kosmos-Eisbar. Eine Bürgerinitiative sammelte daraufhin etwa 10.000 Unterschriften für den Erhalt des Gebäudes, das im Jahr 2007 dennoch abgerissen und danach überbaut wurde.